# Пантуфу
Пантуфу (на португалски: Pantufo) е град в Сао Томе и Принсипи, провинция Сао Томе, окръг Агуа Гранде. Според Националния статистически институт на Сао Томе и Принсипи през 2008 г. градът има 1119 жители.